# Życie rodzinne (film polski)
Życie rodzinne – polski film psychologiczny z 1970 roku w reżyserii Krzysztofa Zanussiego, zrealizowany na podstawie autorskiego scenariusza.

## Fabuła
Młody inżynier Ziemowit Braun, zwany Witem, zostaje wezwany telegramem do domu w związku z chorobą ojca. Wit opuścił dom przed sześcioma laty i od tamtej pory nie kontaktował się ze swoimi najbliższymi. Do rodzinnej, rozpadającej się posiadłości, przybywa w towarzystwie Marka – kolegi ze studiów.
W domu mężczyźni zastają ojca mającego problemy z alkoholem (przed wojną był właścicielem huty szkła), który obecnie zajmuje się głównie pędzeniem bimbru, mieszkając ze swoją szwagierką – pełniącą funkcję gosposi – oraz z córką Bellą, bezrobotną neurotyczką. Cała trójka niezadowolonych ze swego życia ludzi stara się namówić Wita, by został z nimi i przejął mały warsztat produkujący bombki na choinkę. Rodzinnym rozgrywkom z zażenowaniem przygląda się Marek.

## Obsada
- Daniel Olbrychski – Ziemowit Braun
- Maja Komorowska – Bella Braun
- Jan Nowicki – Marek
- Jan Kreczmar – ojciec Ziemowita i Belli
- Halina Mikołajska – Jadwiga, ciotka Ziemowita i Belli
- Anna Milewska – tłumaczka
- Jerzy Bińczycki – dyrektor instytutu
- Barbara Sołtysik – kreślarka w instytucie

## Produkcja

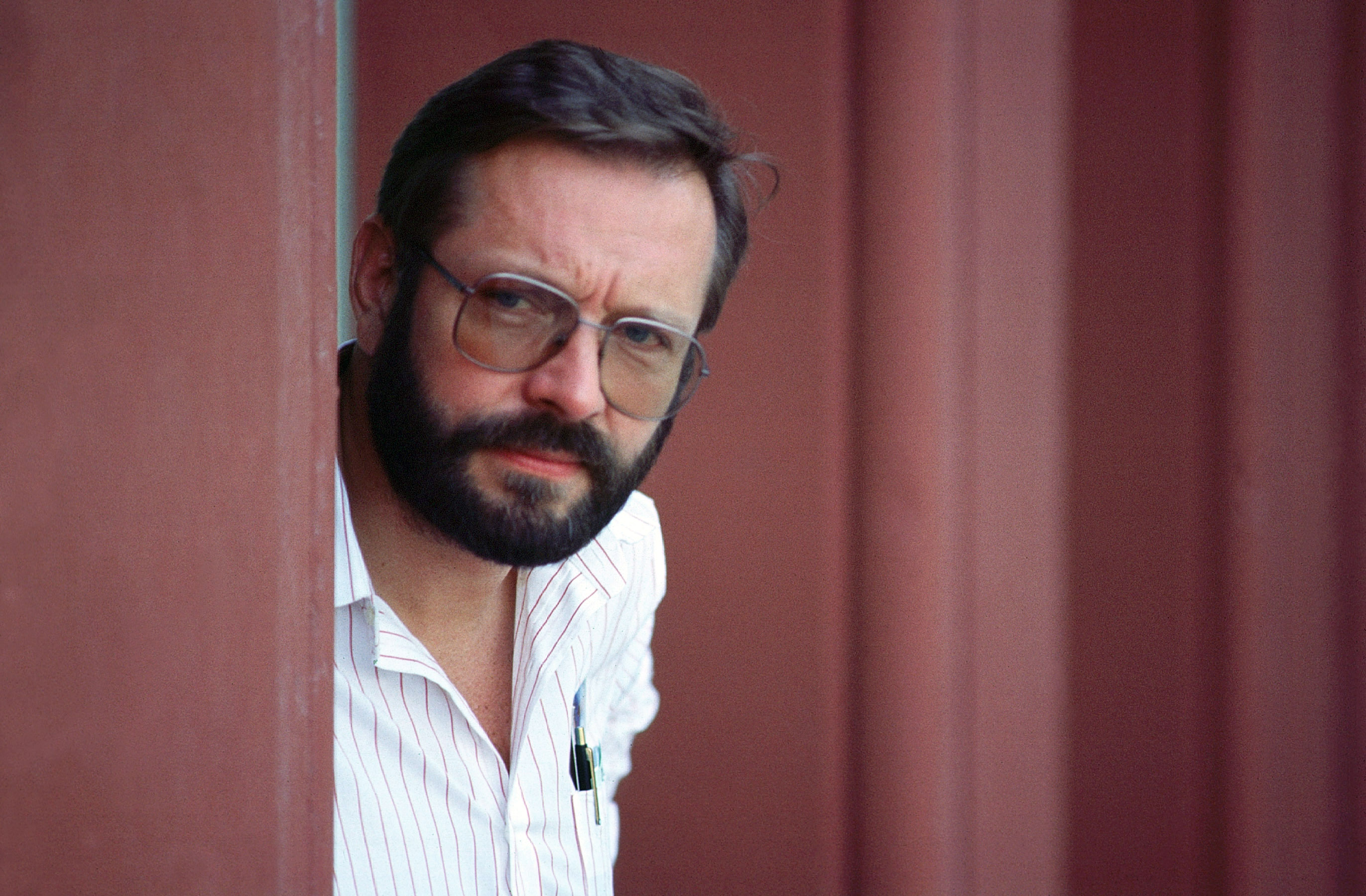
Krzysztof Zanussi, reżyser filmu (1984)

Za reżyserię Życia rodzinnego odpowiadał Krzysztof Zanussi, który po sukcesie Struktury kryształu postanowił stworzyć film nadrabiający niedostatki dramaturgiczne ówczesnego debiutu pełnometrażowego. Podczas pisania scenariusza Zanussi obmyślił role aktorskie przede wszystkim z myślą o trzech aktorach: Danielu Olbrychskim, Mai Komorowskiej oraz Janie Nowickim. Olbrychski zamierzał zerwać ze swoim emploi aktorskim „epoki sportowców” i zgodził się na rolę u Zanussiego, u którego wcześniej wystąpił w etiudzie studenckiej Zaliczenie. Jak twierdził Zanussi, Olbrychski miał zagrać „człowieka, który z trudem się uzewnętrznia, nie może krzyknąć, wybuchnąć, nie może demonstrować”. Reżyser zaskoczony był inicjatywą wniesioną przez Komorowską, która „nadała stworzonej przez siebie postaci wyższą rangę i poważniejszą tonację”, oraz kreacją Nowickiego. Pod wpływem aktorów Zanussi zmienił zakończenie filmu, usuwając scenę śmierci ojca Wita i nadając finałowi bardziej ironiczny ton”. Dyskretne, bliskie konwencji filmu psychologicznego zdjęcia do Życia rodzinnego nakręcił Witold Sobociński. Premiera filmu odbyła się w podwójnym pokazie z Korkociągiem produkcji Wytwórni Filmów Dokumentalnych.

## Odbiór
Bolesław Michałek z „Kina” stwierdził, że idea Życia rodzinnego „nie w pełni się zrealizowała”, czego przykładem miałby być spory rozdźwięk pomiędzy scenariuszem filmu a samym utworem audiowizualnym. O ile w scenariuszu Wit wydawał się Michałkowi postacią „szczególną”, niosącą w sobie „mieszaninę wstrętu [...] i przywiązania, nienawiści i tkliwości”, o tyle seans filmowy zdominowały kreacje Jana Kreczmara i Mai Komorowskiej przeciwstawione niemrawej roli obserwatora, jaką Zanussi przypisał postaci granej przez Olbrychskiego.